# Артилерійський дивізіон
Артилері́йський дивізіо́н (фр. division — ділення, відділення) — основний вогневий і тактичний підрозділ у військах артилерії сучасних армій. Входить до складу артилерійського полку, бригади, дивізії або може бути окремим у складі формування роду Сухопутних військ.

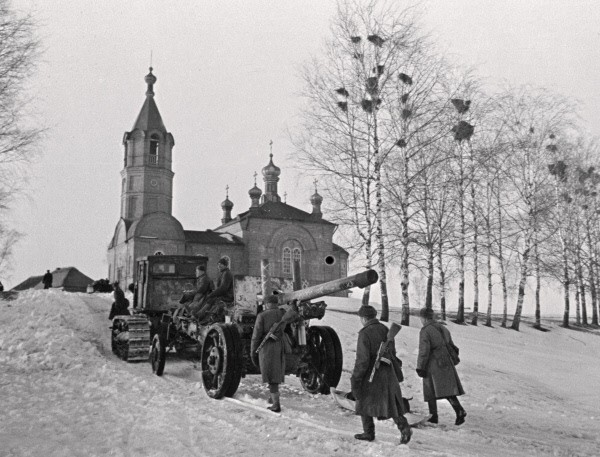
Дивізіон артилерійського полку на марші, березень 1943 року.

Залежно від призначення і озброєння розрізняються артилерійські дивізіони:
- гарматний,
- гаубичний,
- мінометний,
- реактивної артилерії,
- винищувально-протитанковий,
- самохідно-артилерійський,
- зенітно-артилерійський тощо.

Вперше артилерійські дивізіони з'явилися в середині XVIII століття в батальйонах прусської піхоти, як особливі підрозділи, які за своїм складом і організацією відрізнялися від рот. На початок російсько-японської війни 1904—1905 артилерійські дивізіони були введені в мортирній артилерії, а перед початком Першої світової війни — і в інших видах артилерії.
Сучасний артилерійський дивізіон зазвичай складається з 2—4 вогневих батарей і органів управління. Всього в дивізіоні налічується близько 150—650 чол.; на озброєнні 12-24 артилерійських систем різного калібру. У бою артилерійський дивізіон може вести вогонь самостійно кожною батареєю по різних цілях, а також зосереджувати вогонь всіма батареями по одній цілі (групі цілей), переміщатися побатарейно або у повному складі.
Для виконання вогневих завдань артилерійський дивізіон розгортається в бойовий порядок.